# Helen Fouché Gaines
Helen Fouché Gaines (* 12. Oktober 1888 in Hot Springs; † 2. April 1940 in Lake Village) war eine US-amerikanische Kryptologin und Schriftstellerin.

## Leben
Sie stammte aus dem Bundesstaat Arkansas im Süden der USA und war passionierte Kryptologin. Als Mitglied der American Cryptogram Association (ACA) schrieb sie unter dem Pseudonym PICCOLA eine Reihe von Artikeln für The Cryptogram, die zweimonatlich-erscheinende Hauszeitschrift der ACA. Ihre erste Veröffentlichung dort stammt vom Dezember 1933 und befasst sich mit der einfachen Spaltentransposition und Varianten.
Ihr literarisches Hauptwerk ist das 1939 unter dem Titel Elementary Cryptanalysis erschienene Buch über elementare Kryptanalyse, also die Kunst, Geheimtexte ohne Kenntnis des zur Entschlüsselung notwendigen Schlüssels zu brechen. Ihr Buch beschreibt die hauptsächlich nach dem Stand des späten 19. Jahrhunderts bekannten grundlegenden kryptologischen Verfahren, wie Transposition und Substitution sowie Methoden zu deren Entzifferung, wie die Häufigkeitsanalyse und den Kasiski-Test. Im Anhang des Buchs gibt sie eine Reihe von statistischen Informationen an, wie Monogramm-, Bigramm- und Trigramm-Tabellen für unterschiedliche Sprachen, die bei der Entzifferung nützlich sind.
Kurz nach Veröffentlichung ihres Buches starb Helen Fouché Gaines im Alter von nur 51 Jahren in ihrem Heimat-Bundesstaat Arkansas. Zwei Tage nach ihrem Tod wurde sie am 4. April 1940 entsprechend ihrem episkopalem Glauben feuerbestattet.

## Schriften (Auswahl)
- Cryptanalysis, A Study of Ciphers and Their Solution. Courier Corporation, 1956, ISBN 0-486-20097-3. (Ersterscheinung 1939 unter dem Titel Elementary Cryptanalysis.)